# Поцо Куку (Бари)
Поцо Куку (итал. Pozzo Cucù) је насеље у Италији у округу Бари, региону Апулија.
Према процени из 2011. у насељу је живело 200 становника. Насеље се налази на надморској висини од 274 м.